# Ansgard von Burgund
Ansgard von Burgund (* 826; † 880) war die erste Gemahlin des westfränkischen Königs Ludwig II.
Sie wurde als Tochter von Hardouin von Burgund geboren. Im Alter von 36 Jahren heiratete sie 862 den erst 16-jährigen späteren westfränkischen König Ludwig II. Die Heirat fand gegen den Willen von Ludwigs Vater Kaiser Karl II. statt.
Zwischen 866 und 877 sorgte Kaiser Karl dafür, dass die Ehe seines Sohnes aufgelöst wurde. Zu diesem Zeitpunkt hatten Ansgard und Ludwig bereits zwei Söhne, Ludwig und Karlmann. Ludwig vermählte sich nach der Auflösung seiner Ehe mit Adelheid von Friaul, die ab 878 als seine Ehefrau bezeugt ist. Laut den Annalen von St. Bertin weigerte sich der Papst jedoch, Adelheid zur Königin zu krönen, was Historiker als Indiz sehen, dass der Papst die Auflösung der ersten Ehe Ludwigs mit Ansgard missbilligte. Ludwigs zweite Ehe dauerte jedoch nur kurz, da er bereits 879 verstarb.
Königin Adelheid war zu dem Zeitpunkt schwanger und gebar nach dem Tod ihres Gemahls einen Sohn. Dieser wurde jedoch bei der Thronfolge zunächst übergangen, so erbten Ansgards Söhne als Ludwig III. und Karlmann II. gemeinsam den Thron und teilten sich die Herrschaft über das Westfrankenreich, starben jedoch beide nach kurzen Regierungszeiten ohne Erben. Adelheids Sohn Karl wurde erst 898 alleiniger westfränkischer König.
Wo sich Ansgard nach dem Tod Ludwigs aufgehalten hat, ist nicht überliefert. Sie starb am 2. November 880, 881 oder 882. Der Ort ihrer Grablege ist unbekannt.

## Nachkommen
- Ludwig III. (um 864–882)
- Karlmann II. (867–884)
- Hildegard (?)
- Ermentrud (?)
- Gisela (?)[4]